# Clásica de Anapoima 2012
La 14ª edición de la Clásica de Anapoima, fue disputada desde el 27 al 29 de marzo de 2012. Se corrieron las categorías Élite y Sub-23.
Esta clásica es una de las competencias más tradicionales del departamento de Cundinamarca, hace parte del calendario ciclístico nacional de Colombia, que ha tenido entre sus campeones a ciclistas de la talla de Fabio Duarte, Cayetano Sarmiento o Juan Pablo Suárez, todos ellos corriendo en Europa en 2012
Para esta edición se llegó a la cifra récord de 274 inscritos, integrantes de 28 equipos, entre los cuales se encontraban dos campeones de ediciones anteriores: Óscar Sevilla y Giovanni Báez. Al final, solo terminaron 172 de ellos corredores.
Comenzó con la etapa contrarreloj Tocaima-Apulo-Anapoima, sobre 24 km; al día siguiente se corrió la etapa de 129,5km Anapoima-Nariño-Anapoima y finalizó el 29 de marzo con la etapa Anapoima-Salto del Tequendama-Anapoima.
El vencedor de la clasificación general fue Giovanni Báez del equipo EPM-UNE, quién asumió el liderato después de ganar la primera etapa y lo defendió hasta el final. Fue seguido en el podio por Félix "El Gato" Cárdenas y Óscar Sevilla.

## Equipos participantes
Fueron en total 28 equipos los que tomaron parte de la carrera: 2 de categoría Continental y los restantes equipos amateur, entre los que se destacan:
- EPM-UNE
- Colombia-Comcel
- GW-Shimano
- Jesucristo, Esperanza de vida
- Formesan-IDRD-Pinturas Bler
- Supergiros-Redetrans-Autolarte
- Instituto de Deportes del Tolima
- Instituto de Deportes del Meta
- Alcaldía de Tunja
- Lotería de Boyacá
- Elegant House

## Etapas
| Etapa | Fecha       | Recorrido                             | Km     | Ganador         | Líder         |
| 1     | 27 de marzo | Tocaima-Anapoima                      | 24 CRI | Giovanni Báez   | Giovanni Báez |
| 2     | 28 de marzo | Anapoina-Nariño-Anapoima              | 156    | Edson Calderón  | Giovanni Báez |
| 3     | 29 de marzo | Anapoima-Salto de Tequendama-Anapoima | 168    | Didier Chaparro | Giovanni Báez |

## Clasificación general final
| Posición | Ciclista        | Equipo                 | Tiempo  |
| -------- | --------------- | ---------------------- | ------- |
|          | Giovanni Báez   | EPM-UNE                |         |
| 2        | Óscar Sevilla   | Strong man             | + 22"   |
| 3        | Félix Cárdenas  | GW Shimano             | + 35"   |
| 4        | Edson Calderón  | 472-Colombia es Pasión | + 1'12" |
| 5        | Arley Montoya   | GW Shimano             | + 1'23" |
| 6        | Iván Parra      | EPM-UNE                | + 1'30" |
| 7        | Diego Quintero  | GW Shimano             | + 1'30" |
| 8        | Didier Chaparro | Colombia-Comcel        | + 1'32" |
| 9        | Walter Pedraza  | EPM-UNE                | + 1'42" |
| 10       | Camilo Gómez    | Colombia-Comcel        | + 1'50" |

## Evolución de las clasificaciones
| Etapa (Vencedor)           | Clasificación general | Clasificación metas volantes | Clasificación de la montaña | Clasificación de los jóvenes | Clasificación de la regularidad | Clasificación por equipos |
| -------------------------- | --------------------- | ---------------------------- | --------------------------- | ---------------------------- | ------------------------------- | ------------------------- |
| 1ª etapa (Giovanni Báez)   | Giovanni Báez         | -                            | Giovanni Báez               | Javier Gómez                 | Giovanni Báez                   | EPM-UNE                   |
| 2ª etapa (Edson Calderón)  | Giovanni Báez         | Jairo Cano Salas             | Félix Cárdenas              | Edwar Beltrán                | Edson Calderón                  | EPM-UNE                   |
| 3ª etapa (Didier Chaparro) | Giovanni Báez         | Jairo Cano Salas             | Óscar Pachón                | Edwar Beltrán                | Edson Calderón                  | EPM-UNE                   |
| Final                      | Giovanni Báez         | Jairo Cano Salas             | Óscar Pachón                | Edwar Beltrán                | Edson Calderón                  | EPM-UNE                   |